# أنطون أورلوف
أنطون أورلوف هو لاعب كرة قدم روسي في مركز الوسط، ولد في 1 يونيو 1997 في نوفوسيبيرسك في روسيا. لعب مع FC Sibir-2 Novosibirsk ‏.

## وصلات خارجية
- أنطون أورلوف على موقع قاعدة بيانات كرة القدم.إي يو (الإنجليزية)
- أنطون أورلوف على موقع Soccerway.com (الإنجليزية)